# ジェリー・バン・ルーイエン
ジェリー・バン・ルーイエン（Jerry van Rooyen、1928年12月31日 - 2009年9月14日）は、オランダのトランペット奏者、指揮者、作曲家。彼の作品は、映画『Free Enterprise』やイギリスのテレビ・シリーズ『スペースド』などに使用されている。

## 略歴
本名：ジェラルド・ハイスベルトゥス・ヤコブス・バン・ルーイエン。ハーグ王立音楽院でトランペットを学び、1950年に卒業した。ニューヨークへの交換留学中、アメリカのジャズに魅了され、弟のアック・バン・ルーイエンと共に母国オランダにおけるモダン・ジャズの先駆者となっていった。
長年にわたる音楽活動の中で、バン・ルーイエンはパリ、ベルリン、ケルン（WDRビッグバンド）、ヒルフェルスム（メトロポール・オーケストラ）など、様々なビッグバンドを率いた。彼はジャズ・オーケストラのための編曲や作曲も数多く手掛け、1972年にはミュンヘン・オリンピックの開会式における音楽を担当した作曲家3人のうちの1人となった。